# Zachary Quinto
Zachary John Quinto (Pittsburgh, Pennsylvania, 1977. június 2. –)  amerikai színész.

## Fiatalkora és tanulmányai
A Pennsylvania államban fekvő Pittsburgh-ben született az Egyesült Államokban. Olasz és ír származású.
Fiatal korától a színészet érdekelte, először ifjú színházlátogatóként, majd amatőr színjátszóként élt hobbijának. 1988-ban, 11 éves korában már a helyi zenés színházi társulattal a Pittsburgh City Light Operával lépett fel. Középiskolai éveiben is elismerték tehetségét, Gene Kelly-díjjal jutalmazták a Pirates of Penzance színdarab egyik szerepéért. Quinto mindenképpen a színészi pályán akart maradni: miután 1995-ben befejezte a Central Catholic Gimnáziumot, a Carnegie Mellon Egyetemen tanult színjátszást, ahol 1999-ben szerzett diplomát.

## Pályafutása
Első televíziós munkája a 2000-ben bemutatott The Others című sci-fi sorozat második epizódjának egyik vendégszerepe volt. Ezt számos további vendégszerep követte, egyebek mellett a CSI: A helyszínelők, a Sírhant művek, Az Ügynökség és a Bűbájos boszorkák epizódjaiban.
2004-ben megkapta Adam Kaufman terrorelhárító elemző visszatérő szerepét a 24 című akciósorozatban. A sorozat 3. évadja során egy kivételével az összes epizódban feltűnt, a 4. évadba azonban már tért vissza. A 2005-ös évben mellékszerepelt a Twins vígjátéksorozatban és a Blind Justice című drámában. 2006-ban főszerepet vállalt a So NoTORIous című sorozatban, amelynek cselekménye Tori Spelling életén alapult. Ez a sorozat azonban a gyenge nézettség miatt a 10 epizódos első évad után eltűnt a képernyőről.
Igazán ismertté akkor vált, amikor ráosztották a 2006-ban debütáló Hősök sorozatgyilkosának, Sylarnek visszatérő szerepét. Ezzel a szereppel hamar a televíziózás egyik legnépszerűbb „gonoszává” és a sorozat cselekményének egyik központi figurájává vált. Quinto a 2. évadban már főszereplőként vett részt.
A mozivásznon a J. J. Abrams által rendezett 2009-es Star Trek-mozifilmben megkapta Spock szerepét. Spockot a Star Trek – Sötétségben (2013) és a Star Trek: Mindenen túl (2016) című részekben is eljátszotta.

## Magánélete
Melegségét 2011 októberében vállalta fel egy interjúban.

## Filmográfia

### Film
| Év   | Magyar cím                                              | Eredeti cím                                          | Szerep                  | Magyar hang    |
| ---- | ------------------------------------------------------- | ---------------------------------------------------- | ----------------------- | -------------- |
| 2009 | Star Trek                                               | Star Trek                                            | Spock                   | Széles Tamás   |
| 2011 | Krízispont                                              | Margin Call                                          | Peter Sullivan          |                |
| 2011 |                                                         | Girl Walks into a Bar                                | Nicolas "Nick"          |                |
| 2011 | Számos pasas                                            | What's Your Number?                                  | Rick                    | Simon Kornél   |
| 2013 | Star Trek – Sötétségben                                 | Star Trek Into Darkness                              | Spock                   | Széles Tamás   |
| 2014 | Meglepetés Párizsban                                    | We'll Never Have Paris                               | Jameson                 | Zöld Csaba     |
| 2015 |                                                         | I Am Michael                                         | Bennett                 |                |
| 2015 | Hitman: A 47-es ügynök                                  | Hitman: Agent 47                                     | John Smith              | Rajkai Zoltán  |
| 2016 |                                                         | Tallulah                                             | Andreas                 |                |
| 2016 | Star Trek: Mindenen túl                                 | Star Trek Beyond                                     | Spock                   | Széles Tamás   |
| 2016 | Snowden                                                 | Snowden                                              | Glenn Greenwald         | Schmied Zoltán |
| 2016 |                                                         | Passage to Mars                                      | Pascal Lee (hangja)     |                |
| 2017 |                                                         | Aardvark                                             | Josh Norman             |                |
| 2017 |                                                         | Who We Are Now                                       | Peter                   |                |
| 2018 | Hotel Artemis – A bűn szállodája                        | Hotel Artemis                                        | Crosby                  | Schmied Zoltán |
| 2019 | Szárnyaló madár                                         | High Flying Bird                                     | David Starr             |                |
| 2020 |                                                         | Superman: Man of Tomorrow                            | Lex Luthor (hangja)     |                |
| 2020 | A fiúk a bandából                                       | The Boys in the Band                                 | Harold                  |                |
| 2021 |                                                         | The Shuroo Process                                   | vezető producer         | –              |
| 2023 |                                                         | Down Low                                             | Gary                    |                |
| 2023 |                                                         | He Went That Way                                     | Jim                     |                |
| 2024 | Az Igazság Ligája: Végtelen Világok Válsága – Első rész | Justice League: Crisis on Infinite Earths – Part One | Lex Luthor (hangja)     | Dévai Balázs   |
| 2024 | A legjobb barinőm férjhez megy                          | Adult Best Friends                                   | Henry                   | Varga Gábor    |
| 2024 |                                                         | Distant                                              | L.E.O.N.A.R.D. (hangja) |                |

### Televízió
- NOS4A2 (2019-)
- Amerikai Horror Story (televíziós sorozat) (2011-)
- Heroes Unmasked (2007)
- Hősök (2006)
- Twins (2006)
- Blind Justice (2005)
- 24 (televíziós sorozat) (2003–2004)
- Bűbájos boszorkák (2003)
- Az ügynökség (2002)
- CSI: A helyszínelők (2002)
- The Others (2000)